# Villers-lès-Cagnicourt
Villers-lès-Cagnicourt é uma comuna francesa na região administrativa de Altos da França, no departamento de Pas-de-Calais. Estende-se por uma área de 4,4 km². Em 2010 a comuna tinha 265 habitantes (densidade: 60,2 hab./km²).